# 3765-ös busz
A 3765-ös jelzésű autóbuszvonal Miskolc / Sajóbábony, Sajószentpéter és Kazincbarcika között húzódik, amelyet a MÁV Személyszállítási Zrt. üzemeltet.

## Útvonala
A miskolci autóbusz-állomásról, a Búza térről indul. Útját a 26-os főúton kezdi el, annak négysávos szakaszán, északi irányban, a Szentpéteri kapun keresztül. Többek között erre található a miskolci húszemeletes, a megye központi kórháza, valamint az útból ágazik ki az egykori miskolci repülőtér felé vezető szakasz is, egy bevásárlóközponti csomópontban. A megyeszékhelyet a Miskolc–Bánréve–Ózd-vasútvonal és a Sajóecseg–Hídvégardó-vasútvonal közös vonalszakaszával párhuzamosan hagyja el.
Miskolcról északnyugati irányban távolodik el, valamint öt kisebb elágazás mentén. Ezek sorjában a szirmabesenyői, a már évek óta nem üzemelő Borsodi Ércelőkészítő Műi, a sajókeresztúri, a sajóbábonyi és a piltatanyai elágazások. A 8 kilométer alatt az összes Szirmabesenyő, Sajókeresztúr, Sajóvámos, Sajóbábony és Sajóecseg irányába tartó buszjárattól elválik. A 3765-ös buszvonal egyes járatai hasonlóan a 3754-es buszokhoz, a sajóbábonyi ipari parkig közlekednek vagy onnan indulnak, jellemzően műszakváltás idejében. Az ország egyetlen zsákvárosából a peremén vezető közúton hajt ki, ófaluját nem fűzi útvonalára, a sajóbábonyi elágazástól azonos úton közlekedik azonos vonalszámú buszaival.
Első településének közelében a 2023 decemberében átadott elkerülőjéhez – 260-as főút – tartozó körforgalmon túl Sajószentpéterre hajt be. A Sajó parti városnak délkeleti részén indul neki, ezalatt három nagyobb elágazáson megy túl, elsőként az edelényin, ahonnan a 27-es főút ágazik ki, majd a parasznyain (melyhez közel a vasútállomásához leágazó bekötőút is), végül az alacskain. A régió egyik legnagyobb gyárának helyet adó BorsodChem nagy helyen terül el. A Miskolc–Bánréve–Ózd-vasútvonallal párhuzamosan, a különböző üzemei mentén 3 megállóban – Bányagépjavító üzem; PVC gyár bejárati út; BorsodChem IV. kapu – biztosított a bejutás az ipari parkba. Ily módon éri el Borsod-Abaúj-Zemplén megye 3. legnagyobb városát, Kazincbarcikát.
Ezután elhagyja a főútat, utána az egykori Borsodi Vegyi Kombinát, mai nevén BorsodChem Zrt. nevet viselő vegyipari létesítmény mentén kialakított Szent Flórián téri buszállomáson is megáll. Onnan egészen a Sajókazinc területén fekvő temetőjéig, valamint a Jószerencsét úton közlekedik, majd a kórház irányába tart. A kórháztól az Építők útján halad, végül az Egressy Béni úton fejezi be útját a kazincbarcikai autóbusz-állomáson.

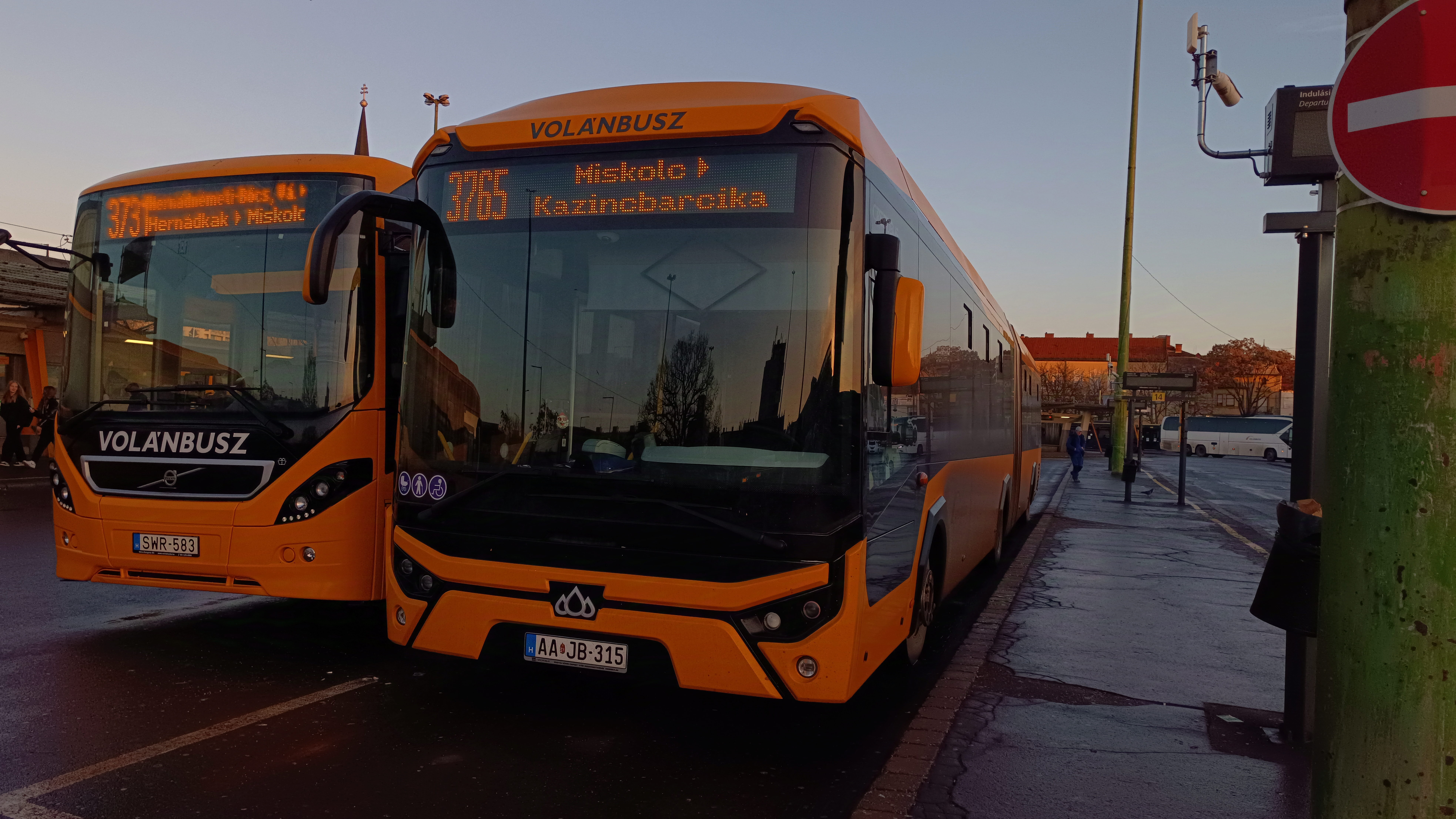
A miskolci reggel meghatározó alakja a több tucat kazincbarcikai busz

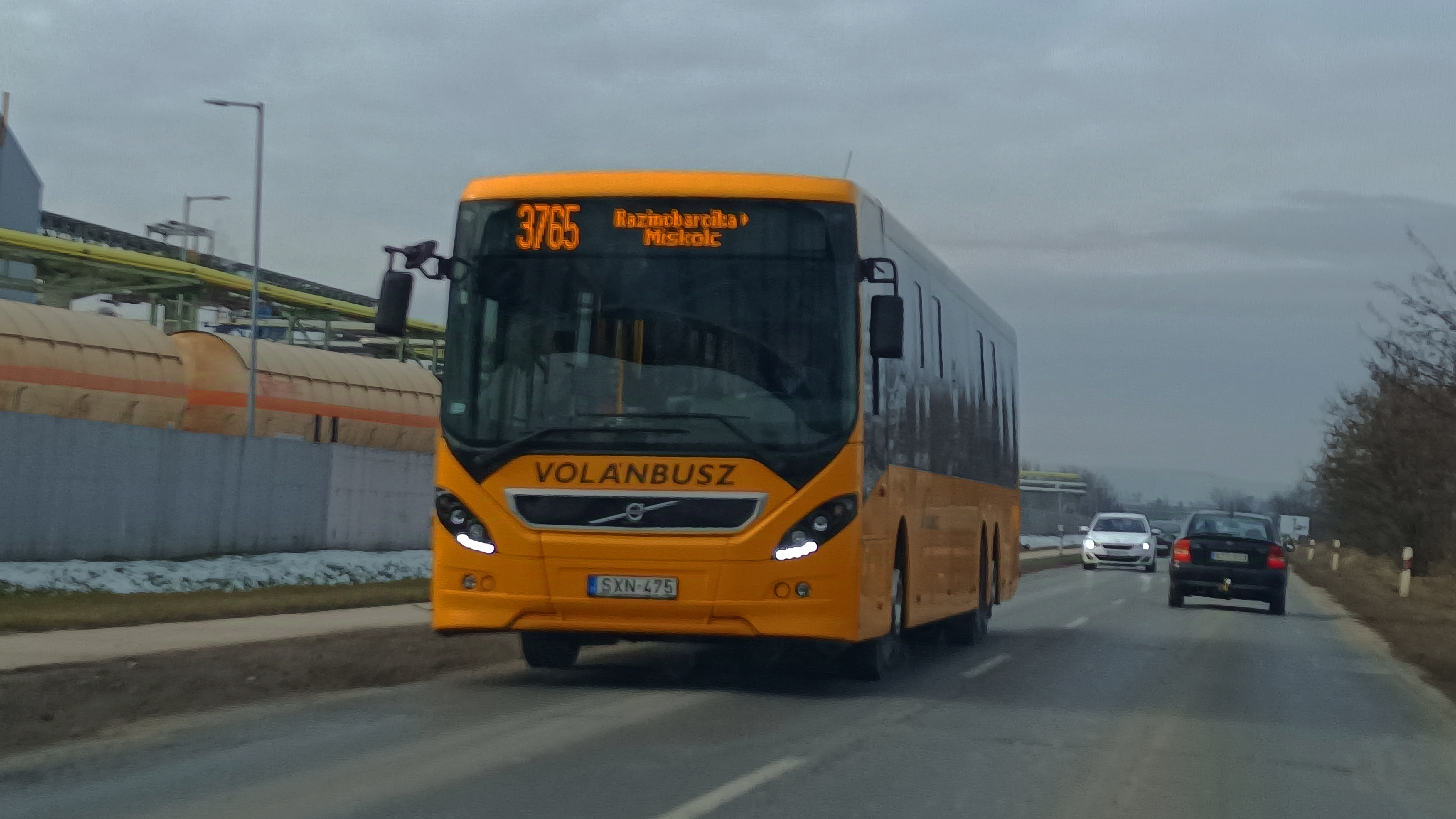
A BorsodChem mellett

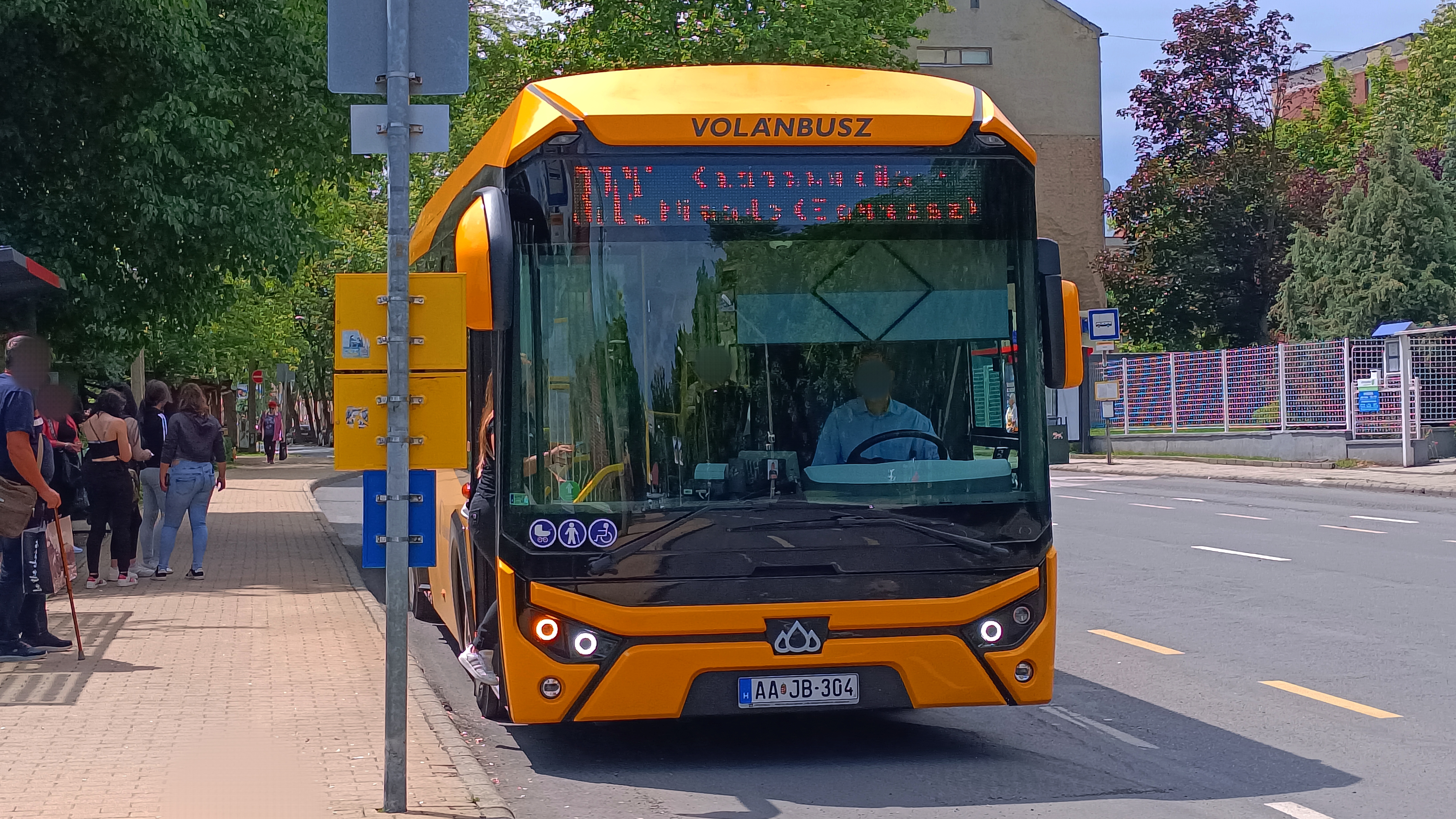
Csuklósok is teljesítenek expresszjáratot

Több indítása a Tardona irányába fekvő, a Tardona-völgy szénbányászathoz köthető külvárosi részeibe továbbközlekedik. A Kertváros északi peremén érkezik el Herbolya városrészébe, a Tervtáróhoz és ahhoz közeli buszfordulójáig. Ezalatt a város ezen felében található családi házas övezetébe nyúlik bele, a belváros zajaitól mentes területekre.

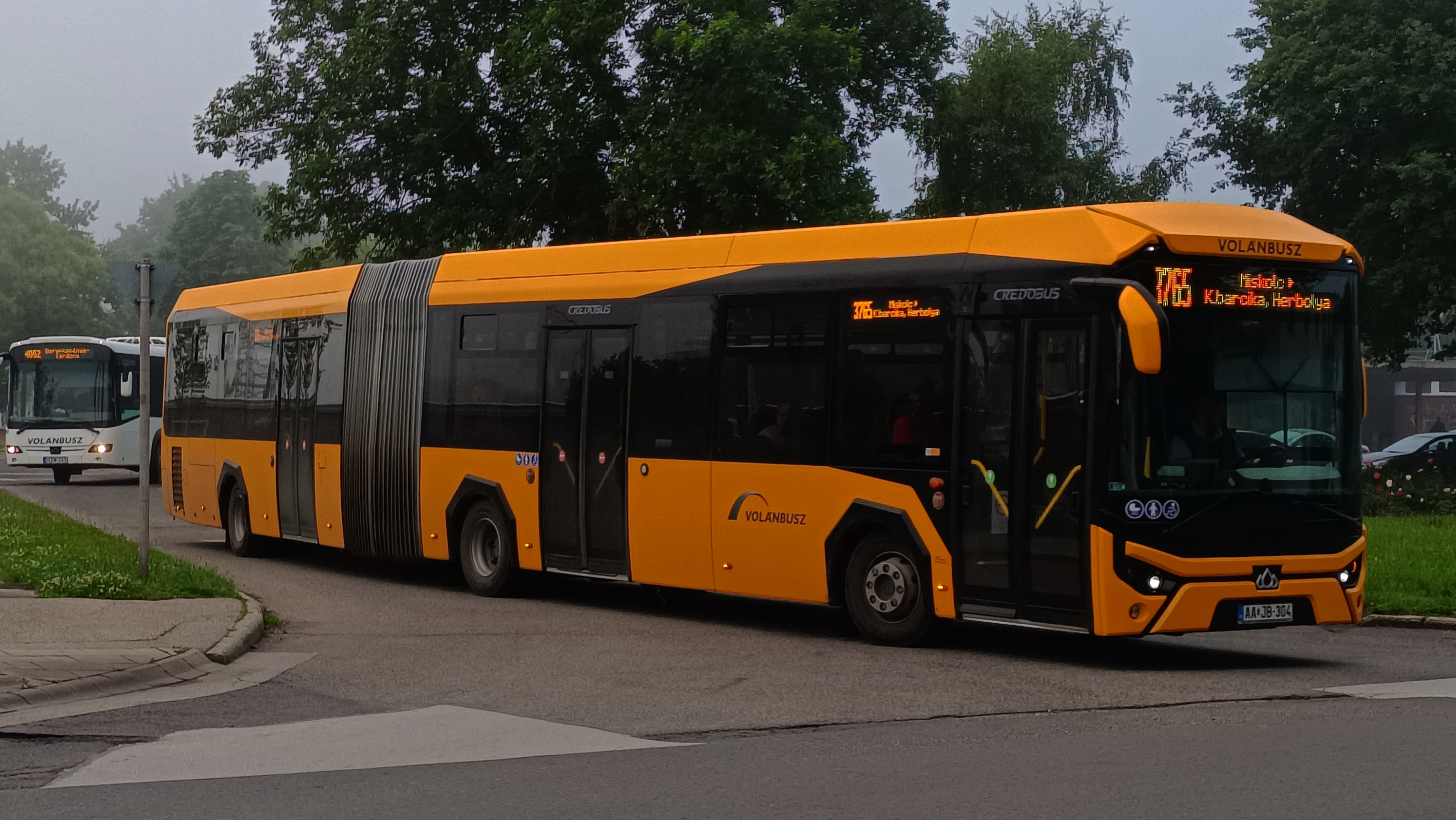
Ma már mégtöbb busz megy közvetlenül Herbolyára

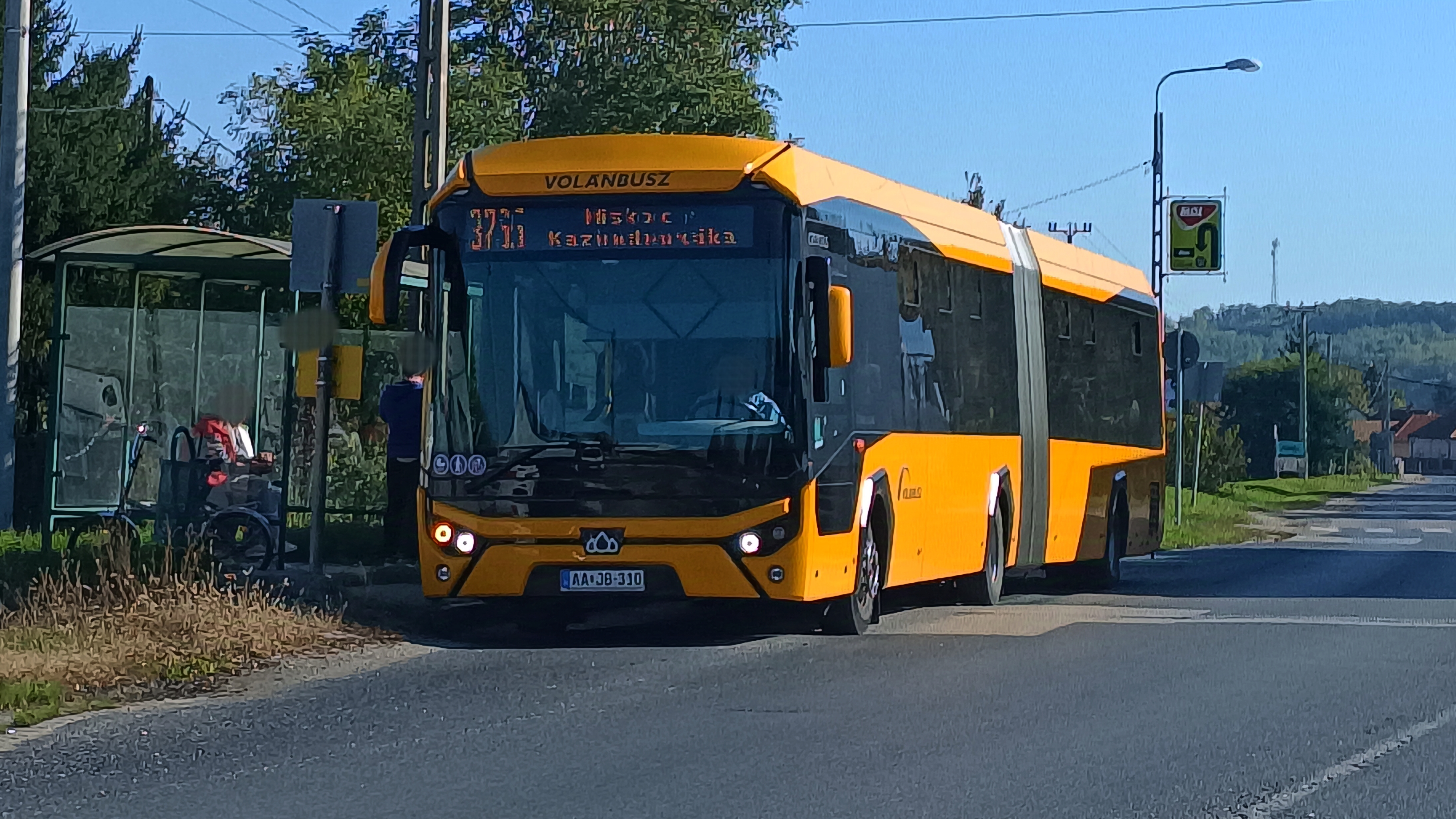
A sajószentpéteriek a lassújáratokat részesítik előnyben

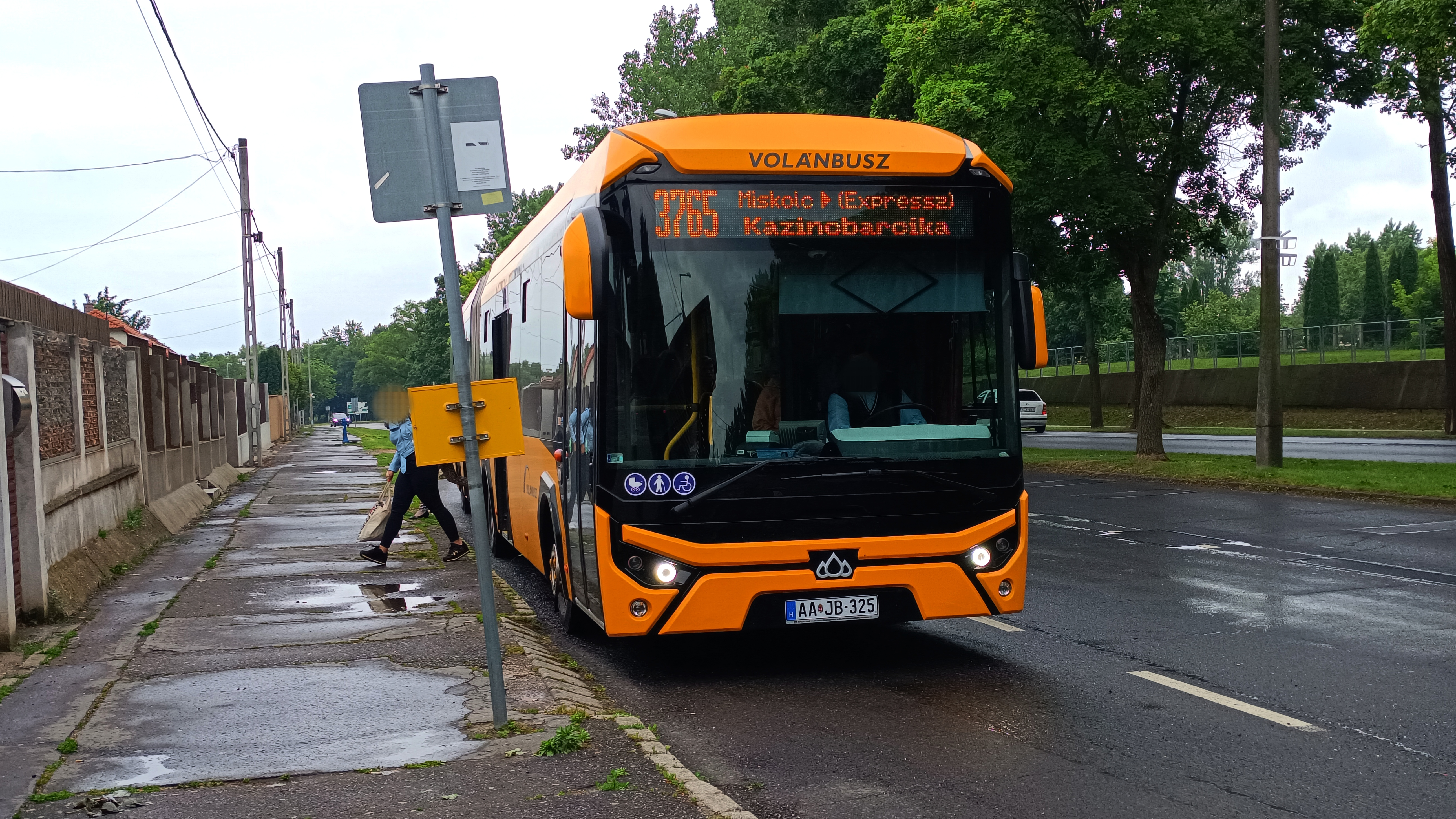
A délutáni órákban

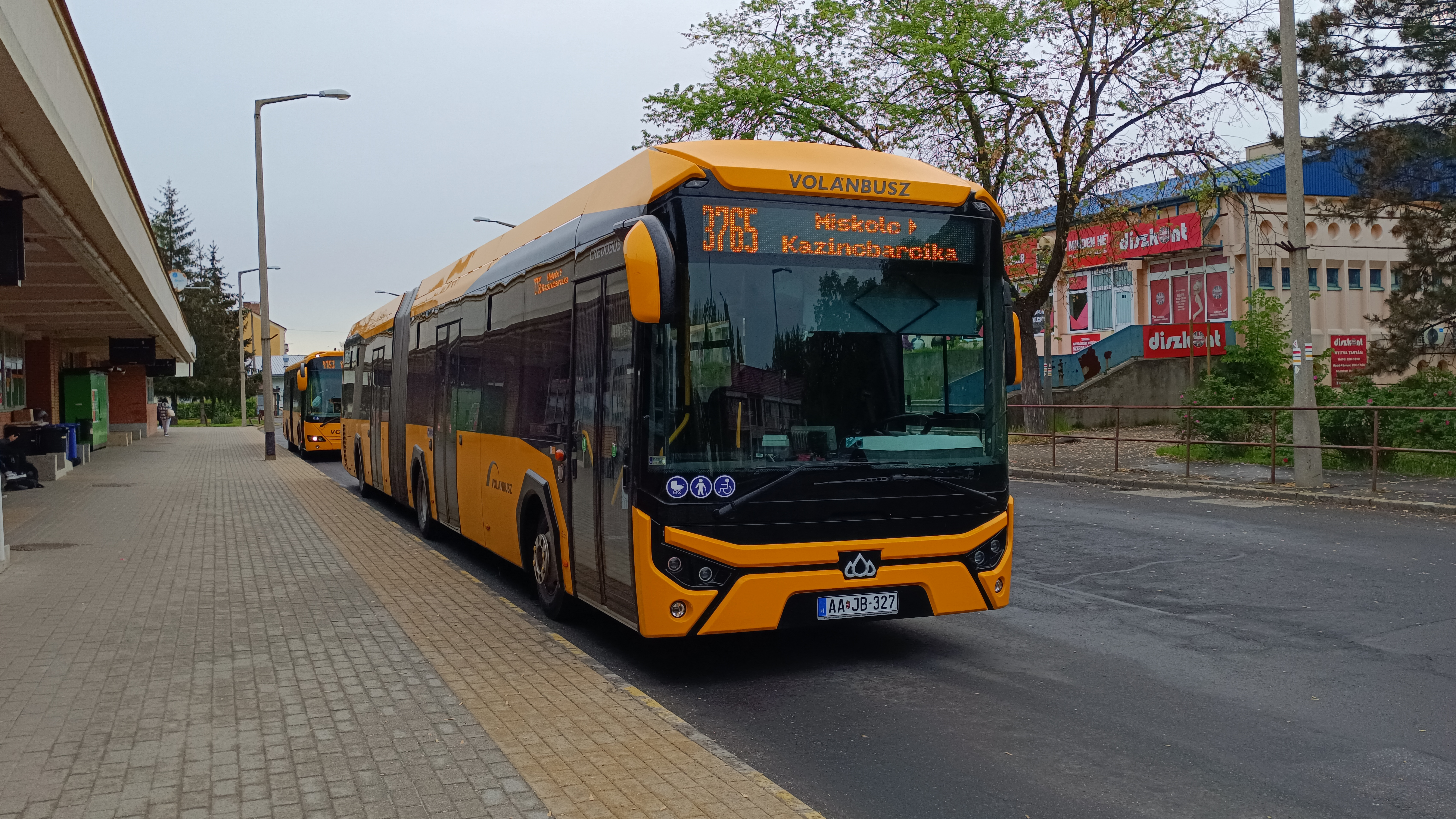
Indulásra vár a kazincbarcikai autóbusz-állomáson

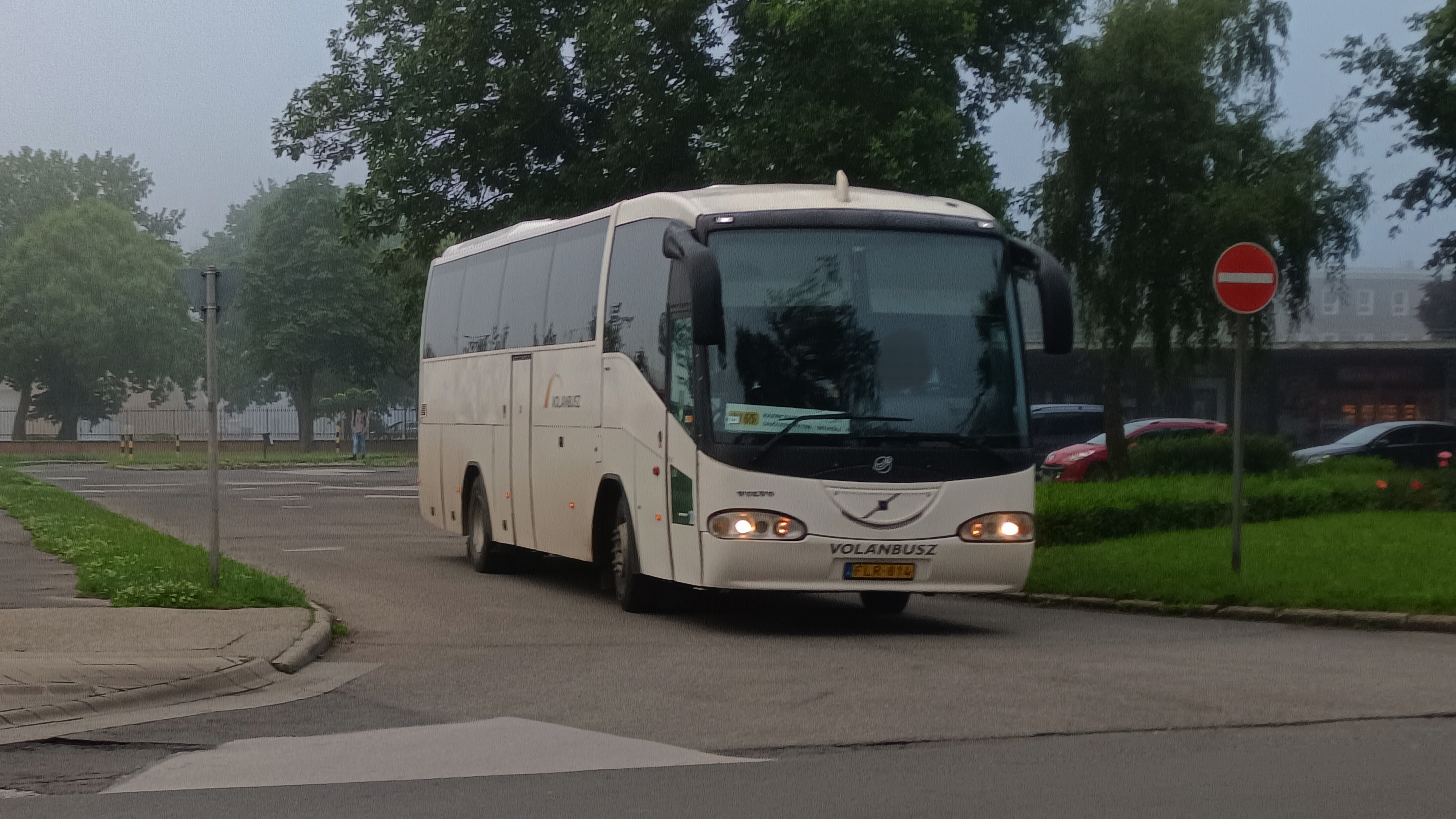
Az egyik tartalékos magaspadlós autóbusz

## Közlekedése

### Kazincbarcikai helyijáratot-pótlók
A teljes ÉMKK üzemeltetési időszaka, valamint a Volánbusz Zrt. 2023. december 31-ig terjedő idejében 8 helyi autóbuszvonalat működtetett Kazincbarcikán. 2024 első napjával a városi önkormányzat drasztikus járatcsökkentést alkalmazott a városban, mellyel a város egyik legfontosabb, 4-es helyijárata is megszűnt, ami a buszállomást kötötte össze Herbolyával a Tardonai úton. Ennek okán az üzemeltető legfőképpen a 3765-ös buszok számos járatának meghosszabbítását tette, így azóta több buszjárat is eljuttatja a Tervtáró közeli lakókat a megyeszékhelyre.

### Ütemezettsége
Indításai minden nap történnek, azonban rendkívüli sűrűséggel. A 2020 júliusában életbelépett Miskolc–Kazincbarcika–Ózd térségi megreformált menetrend leginkább Borsod-Abaúj-Zemplén megye három legnagyobbik városának tömegközlekedését kívánta újraalkotni. Ennek részeként a hét minden napján legalább 40, iskolai időszakban egészen 64 járatpár közlekedik Miskolc és Kazincbarcika között, melyek közül jónéhány járat az elágazó autóbuszvonalak valamelyikébe került (lásd: Elágazó útvonalak). Csúcsidőszakban duplajáratok is közlekednek reggelente Kazincbarcikáról, a délutáni órákban 2 és 5 óra között Miskolcról 10 perces ütemezett menetrend van jelen. Ilyenkor
- óra:05-kor és óra:35-kor céljárat,
- óra:15-kor és óra:45-kor lassújárat,
- óra:25-kor és óra:55-kor gyorsjárat indul, melyek legtöbbje csuklósbusz.

Az alap felállás mindkét irányból a negyedóránkénti és félóránkéti indítás.
| Viszonylat                                                | Indításszám       | Közlekedési rend                    |
| --------------------------------------------------------- | ----------------- | ----------------------------------- |
| Miskolc, aut. áll. – Sajószentpéter, posta                | 1 oda             | tanszünetben munkanapokon           |
| Miskolc, aut. áll. – Kazincbarcika, aut. áll.             | 44 oda, 48 vissza | tanítási napokon                    |
| Miskolc, aut. áll. – Kazincbarcika, aut. áll.             | 48 pár            | a hét utolsó tanítási napján        |
| Miskolc, aut. áll. – Kazincbarcika, aut. áll.             | 40 oda, 43 vissza | tanszünetben munkanapokon           |
| Miskolc, aut. áll. – Kazincbarcika, aut. áll.             | 44 oda, 43 vissza | a hét utolsó tanszüneti munkanapján |
| Miskolc, aut. áll. – Kazincbarcika, aut. áll.             | 33 oda, 30 vissza | szabadnapokon                       |
| Miskolc, aut. áll. – Kazincbarcika, aut. áll.             | 35 oda, 30 vissza | munkaszüneti napokon                |
| Miskolc, aut. áll. – Kazincbarcika, Herbolya Tervtáró     | 4 oda, 5 vissza   | tanítási napokon                    |
| Miskolc, aut. áll. – Kazincbarcika, Herbolya Tervtáró     | 4 pár             | tanszünetben munkanapokon           |
| Miskolc, aut. áll. – Kazincbarcika, Herbolya Tervtáró     | 5 pár             | a hét utolsó munkanapján            |
| Miskolc, aut. áll. – Kazincbarcika, Herbolya Tervtáró     | 6 pár             | szabadnapokon                       |
| Miskolc, aut. áll. – Kazincbarcika, Herbolya Tervtáró     | 5 pár             | munkaszüneti napokon                |
| Sajóbábony, ipari park ➝ Kazincbarcika, Herbolya Tervtáró | 1 oda             | tanítási napokon                    |
| Sajóbábony, ipari park – Kazincbarcika, aut. áll.         | 2 oda, 3 vissza   | tanítási napokon                    |
| Sajóbábony, ipari park – Kazincbarcika, aut. áll.         | 1 oda, 2 vissza   | tanszünetben munkanapokon           |
| Sajószentpéter, parasznyai elág. ➝ Sajóbábony, ipari park | 1 oda             | tanítási napokon                    |
| Sajószentpéter, parasznyai elág. ➝ Miskolc, aut. áll.     | 1 oda             | hétvégén                            |

### Törzsjárművei
A miskolci és a kazincbarcikai üzemegység különböző szóló- és csuklósbuszai is megjelennek a mindennapokban a kettő nagyváros között. Az országban a legnagyobb arányban itt lelhetőek fel a 2023 májusában beszerzett Credo Econell 18 Next csuklósbuszok.
- az FLZ-192 rendszámú Mercedes-Benz Conecto,
- a JHF-088 rendszámú Volvo Alfa Regio,
- a KMB-047 rendszámú Volvo Alfa Regio,
- a KXG-397 rendszámú Volvo Alfa Regio,
- az LMP-203 rendszámú Ikarus E127,
- az LMP-204 rendszámú Ikarus E127,
- az LMP-207 rendszámú Ikarus E127,
- az LMU-407 rendszámú Ikarus E127,
- az LVJ-226 rendszámú Ikarus E134,
- az NHX-865 rendszámú Irisbus Crossway,
- az NML-852 rendszámú Irisbus Crossway,
- az NTL-983 rendszámú Mercedes-Benz Intouro,
- az NWX-327 rendszámú Volvo 8700,
- a PIG-500 rendszámú Credo Econell 12,
- az RTR-836 rendszámú Credo Econell 12,
- az RTR-837 rendszámú Credo Econell 12,
- az RTR-838 rendszámú Credo Econell 12,
- az RTR-841 rendszámú Credo Econell 12,
- az SSM-525 rendszámú Credo Econell 12,
- az SWR-579 rendszámú Volvo 8900,
- az SWR-580 rendszámú Volvo 8900,
- az SWR-584 rendszámú Volvo 8900,
- az SXN-475 rendszámú Volvo 8900,
- az AA JB-302 rendszámú Credo Econell 18 Next,
- az AA JB-303 rendszámú Credo Econell 18 Next,
- az AA JB-304 rendszámú Credo Econell 18 Next,
- az AA JB-306 rendszámú Credo Econell 18 Next,
- az AA JB-310 rendszámú Credo Econell 18 Next,
- az AA JB-312 rendszámú Credo Econell 18 Next,
- az AA JB-315 rendszámú Credo Econell 18 Next,
- az AA JB-317 rendszámú Credo Econell 18 Next,
- az AA JB-319 rendszámú Credo Econell 18 Next,
- az AA JB-320 rendszámú Credo Econell 18 Next,
- az AA JB-324 rendszámú Credo Econell 18 Next,
- az AA JB-325 rendszámú Credo Econell 18 Next,
- az AA JB-327 rendszámú Credo Econell 18 Next,
- az AA JB-328 rendszámú Credo Econell 18 Next,
- az AA JB-330 rendszámú Credo Econell 18 Next,
- az AA JB-331 rendszámú Credo Econell 18 Next,
- az AA JB-332 rendszámú Credo Econell 18 Next,
- az AA JB-571 rendszámú Credo Econell 12,
- az AA LC-814 rendszámú Volvo 8900 autóbuszok.

### Járatfajtái
Ennek részeként egységesítették a "gyorsjárat", illetve az "expresszjárat/céljárat" fogalmakat, mely alapján három kategóriára oszthatóak a napközben szép számmal ingázó járatok.
1. alap autóbuszjáratok – a járatok minden megállóban megállnak.
2. gyorsított járatok – a járatok a nagyobb utasforgalmú megállókban állnak meg, gyorsítva ezzel jellemzően a csúcsidei utazást. Ez Miskolcon 3; Sajószentpéteren 2; Berentén 1; Kazincbarcikán az összes megállót jelenti.
3. expresszjáratok – a járatok Miskolc és Kazincbarcika között nem állnak meg. 2025. március 31-ig a Kazincbarcikáról induló céljáratok Kazincbarcika, temető megálló után legközelebb Miskolcon álltak meg (Szent Flórián tér kihagyásával), április 1-től mindkettő irányból érintett a buszváró.[3]

### Elágazó útvonalak
A forradalmi változtatás elemei a gyaloglások lerövidítése, illetve új pontokra átszállásmentes eljutás is volt. Ennek eredményeképp 4 új autóbuszvonalat hoztak létre július 1. dátummal, melyek a kettő nagyvárosban eltérő úton közlekednek, némelyikük gyorsított jelleggel. Kiegészítik a "törzsvonalat", némelyikük a 3765-os busz helyett, vagy annak szünetelésének idejében indulnak.
1. 3763-as busz – a kazincbarcikai autóbusz-állomás és a miskolci Egyetemváros között közlekedik munkanapi reggeleken. Eleinte expresszjáratként ingázott, jelenleg lassújáratként. Kazincbarcikán belül az Építők útja és a városi kórház felé közlekedik, Miskolcon belül a Búza tér után a 3-as főúton, majd a miskolctapolcai elágazástól az Egyetemvárosba.
2. 3764-es busz – a miskolci Tiszai pályaudvar és a kazincbarcikai autóbusz-állomás között közlekedik Miskolcról pénteki napokon, Kazincbarcikán vasárnapokon. Összes járata csatlakozást ad a budapesti és a nyíregyházi vonatokra, valamint lassújáratként halad a Tiszai pályaudvarról a Selyemrét, a Soltész-Nagy Kálmán utca, majd a 3-as főút Búza térig tartó szakaszán, Kazincbarcikán belül a városi kórház és az Építők útja felé. Megalakulásakor éjszakába belenyúló járatpárral is közlekedett, illetve kitért Sajóbábonyba és Sajóecsegre is. Jelenleg egyik indítása Herbolyáig tart.
3. 3766-os busz – a miskolci Búza tér és a kazincbarcikai Kertváros, valamint Herbolya déli része között közlekedik. Járatai gyorsítottak, legtöbbjük csak a városi buszállomásig közlekednek. Kazincbarcikán belül a Mátyás király úton éri el a buszállomást, majd onnan a Kertvárost a Herbolyai utcán, végül a Herbolyai tavak mentén érkezik a Vájár úti buszfordulóhoz. Újkeletű dologként egyik busz ezen az útvonalon, de a herbolyai Tervtáróig jut el. Reggelente expresszjáratként közlekedik egy munkanapi indítás.
4. 3767-es busz – a miskolci Búza tér és a kazincbarcikai herbolyai Tervtáró között közlekedik. Járatai gyorsítottak, legtöbbjük szintén csak a városi buszállomásig közlekednek. Kazincbarcikán belül a Mátyás király úton éri el a buszállomást, majd onnan a 3765-ösökhöz hasonlóan a Kertváros északi peremén érkezik el a Tardonai úton át. Reggelente innen is expresszjáratként közlekedik egy munkanapi indítás.

### Azonos útvonalon közlekedő vonalak
Miskolc, Sajószentpéter és Kazincbarcika fő tömegközlekedését az imént felsorolt vonalak adják. Ezen felül több másik, jellemzően hosszabb úton kanyargó busz is nagyjából azonos úton közlekedik, így több-másik járatot is adnak a 3 településnek.
| Vonalszáma | Vonal útvonala                                          | Szakasz, amelyet helyettesíti                         |
| ---------- | ------------------------------------------------------- | ----------------------------------------------------- |
| 1369       | Ózd – Miskolc – Tiszaújváros – Hajdúnánás – Nyíregyháza | Miskolc, aut. áll. – Kazincbarcika, városháza         |
| 1384       | Miskolc – Ózd – Pétervására – Salgótarján               | Miskolc, aut. áll. – Kazincbarcika, városháza         |
| 1410       | Debrecen – Tiszaújváros – Miskolc – Ózd                 | Miskolc, aut. áll. – Kazincbarcika, városháza         |
| 1411       | Ózd – Miskolc – M3 – Debrecen                           | Miskolc, aut. áll. – Kazincbarcika, városháza         |
| 3769       | Rudabánya – Kazincbarcika – Miskolc                     | Miskolc, aut. áll. – Kazincbarcika, Szent Flórián tér |
| 3770       | Miskolc – Kazincbarcika – Putnok – Ózd – Borsodnádasd   | Miskolc, aut. áll. – Kazincbarcika, aut. áll.         |
| 3773       | Miskolc – Kazincbarcika – Putnok – Ózd                  | Miskolc, aut. áll. – Kazincbarcika, aut. áll.         |

### A vasúttal szembeni pro és contra
Miskolc és Kazincbarcika a Miskolc–Bánréve–Ózd-vasútvonalon is össze van kapcsolva. A következő táblázat a kettő nagyváros közötti tömegközlekedést mutatja be autóbuszon és vasúton.
|                         | Busz (viszonylat: Miskolc, aut. áll. – Kazincbarcika, aut. áll.)                                                                                       | Vasút (viszonylat: Miskolc-Tiszai pu. – Kazincbarcika vá.)                         |
| ----------------------- | --- | ---------------------------------------------------------------------------------- |
| Megtett táv             | 24–28 km | 26 km                                                                              |
| Érintett települések    | - Miskolc - (Sajóbábony) - Sajószentpéter - Kazincbarcika                                                                                              | - Miskolc - (Sajókeresztúr) - Sajószentpéter - Kazincbarcika                       |
| Menetidő                | 38–50 perc | 27–28 perc                                                                         |
| Gyakoriság              | - tanítási napokon: 64 pár - tanszünetben munkanapokon: 57 oda, 56 vissza - szabadnapokon: 40 oda, 39 vissza - munkaszüneti napokon: 40 oda, 39 vissza | - munkanapokon: 13 pár - szabadnapokon: 11 pár - munkaszüneti napokon: 11 / 10 pár |
| Követési idő            | 0–40 perc | 32–123 perc                                                                        |
| Menetjegy ára (felnőtt) | 550 Ft | 550 Ft                                                                             |

## Megállóhelyei
| 0                                                                                | Miskolc, autóbusz-állomás végállomás                     | 0.0 km  | 1, 1G, 3, 3A, 4, 7, 11, 12G, 20, 20A, 24, 28, 32, 34G, 35, 43, 44, 45, 101B, 900, 914, 935 1050, 1053, 1369, 1370, 1372, 1373, 1374, 1375, 1376, 1377, 1380, 1381, 1383, 1384, 1410, 1411 3700, 3701, 3702, 3703, 3704, 3705, 3706, 3707, 3708, 3709, 3710, 3711, 3712, 3714, 3715, 3716, 3717, 3718, 3719, 3720, 3721, 3722, 3723, 3724, 3726, 3727, 3728, 3729, 3730, 3731, 3733, 3734, 3735, 3736, 3737, 3738, 3739, 3740, 3741, 3742, 3743, 3744, 3745, 3746, 3747, 3748, 3749, 3750, 3751, 3752, 3753, 3754, 3755, 3757, 3760, 3761, 3764, 3766, 3767, 3770, 3772, 3773, 3774, 3775, 3776, 3777, 4019 |  |  |
| 1                                                                                | Miskolc, Leventevezér utca                               | 1.2 km  | 3, 12, 12G, 14, 14G, 20, 36, 54, 914 3700, 3701, 3702, 3703, 3704, 3705, 3707, 3714, 3754, 3757, 3760, 3761, 3763, 3764, 3770, 3772, 3773, 3774, 3775, 3776, 3777 |  |  |
| 2                                                                                | Miskolc, megyei kórház                                   | 1.9 km  | 3, 3A, 12, 12G, 14, 14G, 20, 24, 36, 54, 914 1369, 1384, 1410, 1411 3700, 3701, 3702, 3703, 3704, 3705, 3707, 3708, 3709, 3711, 3714, 3754, 3757, 3760, 3761, 3763, 3764, 3766, 3767, 3769, 3770, 3772, 3773, 3774, 3775, 3776, 3777 |  |  |
| 3                                                                                | Miskolc, repülőtér bejárati út                           | 2.8 km  | 3, 3A, 8, 12, 12G, 14, 14G, 20, 24, 36, 54, 240, 914 1369, 1384, 1410, 1411 3700, 3701, 3702, 3703, 3704, 3705, 3707, 3708, 3709, 3711, 3714, 3754, 3757, 3760, 3761, 3763, 3764, 3766, 3767, 3769, 3770, 3772, 3773, 3774, 3775, 3776, 3777 |  |  |
| 4                                                                                | Miskolc, Stromfeld laktanya                              | 3.9 km  | 1369, 1384, 1410, 1411 3700, 3701, 3702, 3703, 3704, 3705, 3707, 3708, 3709, 3711, 3714, 3754, 3757, 3760, 3761, 3763, 3764, 3766, 3767, 3769, 3770, 3772, 3773, 3774, 3775, 3776, 3777 |  |  |
| 5                                                                                | Szirmabesenyői elágazás                                  | 5.0 km  | 3700, 3701, 3702, 3703, 3704, 3705, 3707, 3708, 3709, 3711, 3714, 3754, 3757, 3760, 3761, 3763, 3764, 3770, 3772, 3773, 3774, 3775, 3776, 3777, 3797 |  |  |
| 6                                                                                | Sajókeresztúr, ipari park bejárati út                    | 6.9 km  | 3703, 3704, 3707, 3708, 3709, 3711, 3754, 3757, 3760, 3761, 3763, 3764, 3770, 3772, 3773, 3774, 3775, 3776, 3797 |  |  |
| 7                                                                                | Sajókeresztúri elágazás                                  | 7.8 km  | 3703, 3707, 3754, 3757, 3760, 3761, 3763, 3764, 3770, 3772, 3773, 3775, 3776, 3777, 3797 |  |  |
| 8                                                                                | Sajóbábonyi elágazás                                     | 9.4 km  | 3703, 3704, 3707, 3708, 3709, 3711, 3754, 3757, 3760, 3761, 3763, 3764, 3770, 3772, 3773, 3774, 3775, 3776, 3777, 3793, 3795, 3797 |  |  |
| Tanítási napokon 9; tanszünetben munkanapokon 5; hétvégén 1 alkalommal érintett. |                                                          |         | |  |  |
| ∫                                                                                | Sajóbábony, lakótelep                                    | ∫       | 3754, 3757, 3760, 3793, 3795, 3797 |  |  |
| Tanítási napokon 7; tanszünetben munkanapokon 3 alkalommal érintett.             |                                                          |         | |  |  |
| ∫                                                                                | Sajóbábony, ófalu bejárati út                            | ∫       | 3754, 3757, 3760, 3793, 3795, 3797 |  |  |
| ∫                                                                                | Sajóbábony, fűtőház                                      | ∫       | 3754, 3757, 3760, 3793, 3795, 3797 |  |  |
| ∫                                                                                | Sajóbábony, gyártelep                                    | ∫       | 3754, 3757, 3760, 3793, 3795, 3797 |  |  |
| ∫                                                                                | Sajóbábony, ipari park vonalközi végállomás              | ∫       | 3754, 3757, 3760, 3793, 3795, 3797 |  |  |
| ∫                                                                                | Sajóbábony, gyártelep                                    | ∫       | 3754, 3757, 3760, 3793, 3795, 3797 |  |  |
| ∫                                                                                | Sajóbábony, fűtőház                                      | ∫       | 3754, 3757, 3760, 3793, 3795, 3797 |  |  |
| ∫                                                                                | Sajóbábony, ófalu bejárati út                            | ∫       | 3754, 3757, 3760, 3793, 3795, 3797 |  |  |
| ∫                                                                                | Sajóbábony, lakótelep                                    | ∫       | 3754, 3757, 3760, 3793, 3795, 3797 |  |  |
| 8                                                                                | Sajóbábonyi elágazás                                     | 9.4 km  | 3703, 3704, 3707, 3708, 3709, 3711, 3754, 3757, 3760, 3761, 3763, 3764, 3770, 3772, 3773, 3774, 3775, 3776, 3777, 3793, 3795, 3797 |  |  |
| 9                                                                                | Piltatanyai elágazás                                     | 11.3 km | 3704, 3707, 3708, 3709, 3711, 3754, 3761, 3763, 3764, 3770, 3773, 3774, 3775, 3793 |  |  |
| 10                                                                               | Sajószentpéter, Kossuth utca 32.                         | 13.1 km | 3704, 3707, 3708, 3709, 3711, 3754, 3761, 3763, 3764, 3770, 3773, 3774, 3775, 3793 |  |  |
| 11                                                                               | Sajószentpéter, edelényi elágazás                        | 14.0 km | 1369, 1384, 1410, 1411 3754, 3761, 3763, 3764, 3766, 3767, 3769, 3770, 3773, 4098 |  |  |
| 12                                                                               | Sajószentpéter, posta                                    | 14.6 km | 1384 3754, 3761, 3763, 3764, 3769, 3770, 3773, 4098 |  |  |
| 13                                                                               | Sajószentpéter, parasznyai elágazás vonalközi végállomás | 15.2 km | 1369, 1384, 1410, 1411 3754, 3756, 3761, 3763, 3764, 3766, 3767, 3769, 3770, 3773, 4049, 4050, 4051, 4098 |  |  |
| 14                                                                               | Sajószentpéter, Szabadságtelep                           | 15.7 km | 3756, 3761, 3763, 3764, 3770, 3773, 4049, 4050, 4051 |  |  |
| 15                                                                               | Berente, Bányagépjavító üzem                             | 17.0 km | 3756, 3763, 3764, 3770, 3773, 4045, 4046, 4048, 4049, 4050, 4052, 4058, 4061, 4062, 4063, 4067, 4070, 4075, 4082 |  |  |
| 16                                                                               | Berente, PVC gyár bejárati út                            | 18.3 km | 1369, 1384, 1410, 1411 3756, 3763, 3764, 3766, 3767, 3769, 3770, 3773, 4045, 4046, 4047, 4048, 4050, 4052, 4058, 4061, 4062, 4063, 4067, 4070, 4075, 4081, 4082 |  |  |
| 17                                                                               | Kazincbarcika, BorsodChem IV. kapu                       | 19.7 km | 1369, 1384 3756, 3763, 3764, 3770, 3773, 4045, 4046, 4047, 4048, 4050, 4052, 4058, 4061, 4062, 4063, 4067, 4070, 4075, 4081, 4082 |  |  |
| 18                                                                               | Kazincbarcika, Volán-telep                               | 20.7 km | 3756, 3763, 3764, 3770, 3773, 4045, 4046, 4047, 4048, 4050, 4052, 4058, 4061, 4062, 4063, 4067, 4070, 4075, 4081, 4082 |  |  |
| 19                                                                               | Kazincbarcika, Szent Flórián tér autóbusz-váróterem      | 23.1 km | 1054, 1369, 1384, 1410, 1411 3756, 3763, 3764, 3766, 3767, 3769, 3770, 3772, 3773, 4040, 4041, 4043, 4044, 4045, 4046, 4047, 4048, 4050, 4052, 4059, 4060, 4063, 4065, 4066, 4067, 4069, 4070, 4075, 4079, 4080, 4081, 4082, 4083, 4084, 4194 |  |  |
| 20                                                                               | Kazincbarcika, temető                                    | 22.0 km | 3756, 3763, 3764, 3766, 3767, 3770, 3772, 3773, 4040, 4041, 4043, 4044, 4046, 4047, 4048, 4050, 4052, 4059, 4060, 4063, 4065, 4066, 4067, 4069, 4070, 4075, 4080, 4082, 4083, 4084 |  |  |
| 21                                                                               | Kazincbarcika, központi iskola                           | 22.7 km | 3756, 3763, 3764, 3770, 3772, 3773, 4040, 4041, 4043, 4044, 4047, 4048, 4050, 4052, 4059, 4060, 4063, 4065, 4067, 4069, 4070, 4075, 4080, 4082, 4083, 4084 |  |  |
| 22                                                                               | Kazincbarcika, városháza                                 | 23.1 km | 3 1369, 1384, 1410, 1411 3756, 3763, 3764, 3770, 3772, 3773, 4040, 4041, 4043, 4044, 4047, 4048, 4050, 4052, 4059, 4060, 4063, 4065, 4067, 4069, 4070, 4075, 4080, 4082, 4083, 4084 |  |  |
| 23                                                                               | Kazincbarcika, kórház                                    | 23.5 km | 3 1054 3408, 3756, 3763, 3764, 3770, 3772, 3773, 4040, 4041, 4043, 4044, 4047, 4048, 4050, 4052, 4057, 4059, 4060, 4065, 4066, 4069, 4070, 4075, 4080, 4082, 4083, 4084, 4153 |  |  |
| 24                                                                               | Kazincbarcika, Ifjúmunkás tér                            | 23.9 km | 3 3408, 3756, 3763, 3764, 3770, 3772, 3773, 4040, 4041, 4044, 4047, 4048, 4050, 4052, 4057, 4059, 4060, 4065, 4066, 4069, 4070, 4075, 4080, 4082, 4083, 4084, 4153 |  |  |
| 25                                                                               | Kazincbarcika, autóbusz-állomás vonalközi végállomás     | 24.7 km | 3, 9 1054 3408, 3756, 3763, 3764, 3766, 3767, 3770, 3772, 3773, 4040, 4041, 4046, 4047, 4048, 4050, 4052, 4057, 4059, 4060, 4065, 4066, 4069, 4070, 4075, 4080, 4082, 4083, 4084, 4154 |  |  |
| 26                                                                               | Kazincbarcika, ÉRV irodaház                              | 25.4 km | 9 3767, 4052, 4060, 4069 |  |  |
| 27                                                                               | Kazincbarcika, Tardonai út 1.                            | 26.0 km | 3767, 4052, 4060, 4069 |  |  |
| 28                                                                               | Kazincbarcika, Vécsetal-tanya                            | 26.6 km | 4B 3767, 4052, 4060, 4069 |  |  |
| 29                                                                               | Kazincbarcika, Gábor Áron utca                           | 27.1 km | 4B 3766, 3767, 4052, 4060, 4069 |  |  |
| 30                                                                               | Kazincbarcika (Herbolya), kultúrház bejárati út          | 27.4 km | 4B 3766, 3767, 4052, 4060, 4069 |  |  |
| 31                                                                               | Kazincbarcika (Herbolya), erdészház                      | 28.1 km | 4B 3766, 3767, 4052, 4060, 4069 |  |  |
| 32                                                                               | Kazincbarcika, Herbolya Tervtáró végállomás              | 28.9 km | 4B 3767, 4052, 4069 |  |  |